# Попутный нефтяной газ
Попутный нефтяной газ (ПНГ) — смесь различных газообразных углеводородов, растворенных в нефти; выделяющихся в процессе добычи и подготовки нефти. К нефтяным газам также относят газы, выделяющиеся в процессах термической переработки нефти (крекинга, риформинга, гидроочистки и др.), состоящие из предельных (метана) и непредельных (этилена) углеводородов. Нефтяные газы применяют как топливо и для получения различных химических веществ. Из нефтяных газов путём химической переработки получают пропилен, бутилены, бутадиен и др., которые используют в производстве пластмасс и каучуков.
Попутный нефтяной газ является побочным продуктом нефтедобычи, получаемый в процессе сепарации нефти.

## Состав
Попутный нефтяной газ — смесь газов, выделяющаяся из нефти, состоящая из метана, этана, пропана, бутана и изобутана, содержащая растворенные в ней высокомолекулярные жидкости (от пентанов и выше) и различного состава и фазового состояния.
Состав попутного нефтяного газа изменчив и поддается колебаниям. Даже в пределах одного месторождения или на одной залежи нефти его компоненты могут различаться. Если в составе попутного газа преобладает метан и содержится меньше более тяжелых углеводородов, то газ считается сухим; в противном случае он называется жирным. В отличие от попутного нефтяного газа, количественное содержание компонентов природного газа обычно остается постоянным. В его состав входит до 98% метана, при этом содержание более тяжелых углеводородов и примесей относительно невелико. 

## Пример компонентного состава ПНГ
| Компоненты газовой смеси            | Обозначение компонента              | Нефтяной газ, % объёма | Нефтяной газ, % объёма | Нефтяной газ, % объёма |
| Компоненты газовой смеси            | Обозначение компонента              | 1-я ступень            | 2-я ступень            | 3-я ступень            |
| ----------------------------------- | ----------------------------------- | ---------------------- | ---------------------- | ---------------------- |
| Метан                               | CH4                                 | 61,7452                | 45,6094                | 19,4437                |
| Этан                                | C2H6                                | 7,7166                 | 16,3140                | 5,7315                 |
| Пропан                              | C3H8                                | 17,5915                | 21,1402                | 4,5642                 |
| И-Бутан                             | iC4H10                              | 3,7653                 | 5,1382                 | 4,3904                 |
| Бутан                               | C4H10                               | 4,8729                 | 7,0745                 | 9,6642                 |
| И-Пентаны                           | iC5H12                              | 0,9822                 | 1,4431                 | 9,9321                 |
| Пентан                              | C5H12                               | 0,9173                 | 1,3521                 | 12,3281                |
| И-Гексаны                           | iC6H14                              | 0,5266                 | 0,7539                 | 13,8146                |
| Гексан                              | C6H14                               | 0,2403                 | 0,2825                 | 3,7314                 |
| И-Гептаны                           | iC7H16                              | 0,0274                 | 0,1321                 | 6,7260                 |
| Бензол                              | C6H6                                | 0,0017                 | 0,0061                 | 0,0414                 |
| Гептан                              | C7H16                               | 0,1014                 | 0,0753                 | 1,5978                 |
| И-Октаны                            | iC8H18                              | 0,0256                 | 0,0193                 | 4,369                  |
| Толуол                              | C7H8                                | 0,0688                 | 0,0679                 | 0,0901                 |
| Октан                               | C8H18                               | 0,0017                 | 0,0026                 | 0,4826                 |
| И-Нонаны                            | iC9H20                              | 0,0006                 | 0,0003                 | 0,8705                 |
| Нонан                               | C9H20                               | 0,0015                 | 0,0012                 | 0,8714                 |
| И-Деканы                            | iC10H22                             | 0,0131                 | 0,0100                 | 0,1852                 |
| Декан                               | C10H22                              | 0,0191                 | 0,0160                 | 0,1912                 |
| Углекислый газ                      | CO2                                 | 0,0382                 | 0,1084                 | 0,7743                 |
| Азот                                | N2                                  | 1,3430                 | 0,4530                 | 0,1995                 |
| Сероводород                         | H2S                                 | 0,0000                 | 0,0000                 | 0,0000                 |
| Молекулярная масса, г/моль          | Молекулярная масса, г/моль          | 27,702                 | 32,067                 | 63,371                 |
| Плотность газа, г/м³                | Плотность газа, г/м³                | 1151,610               | 1333,052               | 2634,436               |
| Содержание углеводородов С3+В, г/м³ | Содержание углеводородов С3+В, г/м³ | 627,019                | 817,684                | 2416,626               |
| Содержание углеводородов С5+В, г/м³ | Содержание углеводородов С5+В, г/м³ | 95,817                 | 135,059                | 1993,360               |

## Получение
ПНГ является ценным углеводородным компонентом, выделяющимся из добываемых, транспортируемых и перерабатываемых содержащих углеводороды минералов на всех стадиях инвестиционного цикла жизни до реализации готовых продуктов конечному потребителю. Таким образом, особенностью происхождения нефтяного попутного газа является то, что он выделяется из нефти на любой из стадий от разведки и добычи до конечной реализации, так же, как и в процессе нефтепереработки.
Получают ПНГ путём сепарирования от нефти в многоступенчатых сепараторах. Давление на ступенях сепарации значительно отличается и составляет 16—30 бар на первой ступени и до 1,5—4,0 бар на последней. Давление и температура получаемого ПНГ определяется технологией сепарирования смеси вода—нефть—газ, поступающей со скважины.
Специфической особенностью ПНГ является переменный расход получаемого газа, от 100 до 5000 нм³/час. Содержание углеводородов СЗ+ может изменяться в диапазоне от 100 до 600 г/м³. При этом состав и количество ПНГ не является величиной постоянной. Возможны как сезонные, так и разовые колебания (нормальное изменение значений до 15 %).
Газ первой ступени сепарации, как правило, высокого давления и легко находит свое применение — отправляется непосредственно на газоперерабатывающий завод, используется в энергетике или химической конверсии. Значительные трудности возникают при попытках использовать газ с давлением менее 5 бар. До недавнего времени такой газ в подавляющем большинстве случаев просто сжигался на факелах, однако, сейчас ввиду изменений политики государства в области утилизации ПНГ и ряда других факторов ситуация значительно изменяется.
По оценкам Всемирного банка, ежегодно сжигается или выбрасывается более 150 миллиардов кубометров природного газа. Стоимость сжигаемого на факелах природного газа составляет примерно 30,6 млрд долларов, что эквивалентно 25 процентам годового потребления газа в США или 30 процентам годового потребления газа в Европейском союзе.
В соответствии с Постановлением Правительства России от 8 января 2009 г. № 7 «О мерах по стимулированию сокращения загрязнения атмосферного воздуха продуктами сжигания попутного нефтяного газа на факельных установках» был установлен целевой показатель сжигания попутного нефтяного газа в размере не более 5 процентов от объёма добытого попутного нефтяного газа. В настоящий момент объёмы добываемого, утилизируемого и сжигаемого ПНГ невозможно оценить в связи с отсутствием на многих месторождениях узлов учёта газа. Но по приблизительным оценкам это порядка 25 млрд м³.

## Способы разделения
Основная особенность попутного газа заключается в высоком содержании тяжелых углеводородов.
Сегодня в мире существуют три основные технологии газоразделения, которые позволяют разделить попутный газ на ценные составляющие: (СОГ, СУГ, конденсат)
1. Криогенные технологии (низкотемпературная сепарация, конденсация, ректификация)
2. Мембранная технология
3. Адсорбционная технология

## Технологии утилизации ПНГ
До недавнего времени попутный газ в подавляющем большинстве случаев просто сжигался на факелах, что наносило значительный вред окружающей среде и приводило к значительным потерям ценного углеводородного сырья.
К основным направлениям утилизации ПНГ можно отнести:
- поставка газа на газоперерабатывающие заводы для глубокой химической переработки.
- поставка газа в магистральную газотранспортную систему.

Для этого проводится подготовка газа для магистральных газопроводов ОАО «Газпром» в соответствии с СТО Газпром 089—2010
- использование ПНГ на энергетических установках для выработки электроэнергии.

Широкое распространение получили газотурбинные (ГТЭС) и газопоршневые (ГПЭС) энергоустановки. Однако, наличие тяжелых углеводородов в составе попутного газа негативно сказывается на их работе, что приводит к снижению номинальной производительности и межремонтного пробега. В этой связи, использование микротурбинных энергоустановок позволит более эффективно использовать попутный нефтяной газ в качестве топлива. Для увеличения эффективности электроустановок применяется двухтопливная система (дизель/газ), в этом случае попутный газ частично замещает дизельное топливо. На данный момент удалось добиться максимального замещения в 80 %.
- закачка ПНГ в пласт для интенсификации нефтеотдачи.

Газ может закачиваться в газовую шапку месторождения с целью поддержания пластового давления, также ограниченно применяется использование «газлифта». Перспективным направлением является также и совместная закачка в пласт газа и воды (водогазовое воздействие).
- химическая переработка ПНГ с получением жидких углеводородных продуктов, т. н. GTL-методы.

## Мембранное газоразделение
Существуют мембранные установки очистки газа от примесей, таких как пары воды, серосодержащие примеси и тяжёлые углеводороды. Данные устройства предназначены для подготовки попутного нефтяного газа к транспортировке потребителю. Нефтяной газ содержит обычно множество веществ, недопустимых нормами газотранспортной компании (например СТО Газпром 089—2010), и очистка является необходимым условием для предотвращения разрушения газопроводов или обеспечения экологичности сжигания газа. Мембранная очистка широко применяется в комбинации с другими процессами газоочистки, так как не может обеспечить высокую степень очистки, но позволяет существенно сократить эксплуатационные затраты.
По своей конструкции мембранная установка представляет собой цилиндрический блок со входом ПНГ и выходами очищенного газа и примесей в виде воды, сероводорода, тяжелых углеводородов. Общая схема работы картриджа показана на рисунке. Внутри блока находится эластичная полимерная мембрана, которая, по утверждениям некоторых производителей, пропускает конденсирующиеся (сжимаемые) пары, такие как C3+ углеводороды и тяжелее, ароматические углеводороды и воду, и не пропускает неконденсируемые газы, такие как метан, этан, азот и водород. Таким образом сквозь мембрану вытесняется «грязный» газ, а остаётся газ, очищенный от примесей; такая схема работы называется тангенциальной фильтрацией потока газа (также называемая перекрестной фильтрацией потока, англоязычные термины cross-flow filtration или tangential flow filtration).

Компоненты газового потока, прошедший сквозь мембрану, называют пермеатом Архивная копия от 4 марта 2016 на Wayback Machine, а оставшийся газ — ретентатом Архивная копия от 13 октября 2017 на Wayback Machine.
Конфигурация установки мембранного газоразделения в каждом конкретном случае определяется специально, так как исходный состав ПНГ может сильно разниться.
Схема установки в принципиальной конфигурации:
- Предварительный сепаратор для очистки от грубых примесей, крупной капельной влаги и нефти,
- Ресивер на входе,
- Компрессор,
- Холодильник для доохлаждения газа до температуры ниже от +10 до +20 °C,
- Фильтр тонкой очистки газа от масла и парафинистых соединений,
- Углеводородный мембранный блок,
- Система утилизации конденсата (из сепараторов),
- Система утилизации пермеата,
- Выброс.

Существует две схемы подготовки ПНГ: напорная и вакуумная.